# Jovo Stanojević
Jovo Stanojević (serbisch-kyrillisch Јово Станојевић; * 27. September 1977 in Belgrad, SFR Jugoslawien) ist ein ehemaliger serbischer Basketballspieler. Der 2,07 m große Center gewann Meisterschaften in der Bundesrepublik Jugoslawien, Polen und Deutschland, wo er als wertvollster Spieler der Basketball-Bundesliga 2002/03 sowie 2005/06 ausgezeichnet wurde und zudem mit seinem deutschen Verein Alba Berlin den nationalen Pokalwettbewerb 2006 gewann. Nach weiteren Stationen unter anderem in der Ukraine spielte Stanojević bis zu seinem Karriereende 2013 noch weitere vier Jahre in der Türkei.

## Karriere
Mit Roter Stern Belgrad gewann Stanojević 1998 die jugoslawische Meisterschaft im Gebiet von Serbien und Montenegro sowie erreichte das Finale im Korać-Cup. Zudem wurde er in diesem Jahr Europameister mit der Junioren-Nationalmannschaft. Nach einem Jahr in Israel in der Saison 2000/01 und dem Gewinn der Universiade 2001 für die Bundesrepublik Jugoslawien kehrte er nach Belgrad zum Lokalrivalen Partizan zurück. Dort wurde er 2002 wiederum Meister sowie in dem Jahr auch Pokalsieger sowie persönlich zum Most Valuable Player der Saison ernannt.
Alba Berlin konnte 2002 Stanojević als Nachfolger für seinen Landsmann Dejan Koturović aus seinem Vertrag herauslösen. Gleich in seiner ersten Saison in der deutschen Basketball-Bundesliga konnte er die Erfolge der Vorsaison mit Partizan wiederholen: Meister, Pokalsieger und MVP. Drei Jahre später wurde er mit Alba nochmals Pokalsieger sowie BBL-MVP. In den Playoffs der gleichen Saison 2005/06 zog sich Stanojevic einen Kreuzbandriss zu, der ihn zu einer mehrmonatigen Verletzungspause zwang. Im Januar 2007 nahm er erstmals wieder aktiv an einem Basketball-Bundesliga-Spiel teil. Mit seiner Situation nach der Verletzungspause unzufrieden verlangte er Anfang April 2007 die Auflösung des bestehenden Vertrages.
Nach einem kurzfristigen Engagement bei einem weiteren Verein in Belgrad spielte er die Saison 2007/08 in Polen, wo er mit Trefl Sopot ebenfalls Meister und Pokalsieger wurde. Sein Vertrag mit Beşiktaş Cola Turka wurde zum Start der Saison 2008/09 wegen offensichtlich finanzieller Streitigkeiten kurzfristig aufgelöst, so dass er den Hauptteil der Saison in der Ukraine bei BC Kiew spielte, der von seinem serbischen Landsmann Saša Obradović trainiert wurde und 2009 das ukrainische Pokalfinale erreichte. 2009 war Stanojević kurzfristig wieder in Novi Sad aktiv, wo er schon als Jugendspieler aufgelaufen war, bevor er in die türkische Basketballliga TBL nach Kepez in der Provinz Antalya wechselte. Der dort ansässige Verein beendete die Saison 2010 mit dem vorletzten Platz und dem Abstieg. Zur folgenden Spielzeit wechselte Stanojević an die türkische Westküste nach Izmir zu Pınar Karşıyaka. Nach zwei Jahren, in denen er sich unter anderem in der EuroChallenge 2011/12 persönlich auszeichnen konnte, wechselte er für die Saison 2012/13 zum türkischen Erstligarückkehrer TED Ankara Kolejliler.
Nach der Saison 2012/13 beendete Stanojević seine Karriere als professioneller Basketballspieler.

## Erfolge
- 1998 – Jugoslawischer Meister mit Roter Stern Belgrad, U22-Europameister mit der Bundesrepublik Jugoslawien
- 2001 – Universitäts-Weltmeister mit der Bundesrepublik Jugoslawien
- 2002 – Jugoslawischer Meister und Pokalsieger mit Partizan Belgrad, MVP der Naša Liga
- 2003 – Deutscher Meister und Pokalsieger mit Alba Berlin, MVP der BBL
- 2006 – Deutscher Pokalsieger mit Alba, MVP der BBL
- 2008 – Polnischer Meister und Pokalsieger mit Trefl Sopot